# Villa kuehlhorni
Villa kuehlhorni är en tvåvingeart som beskrevs av Francois 1969. Villa kuehlhorni ingår i släktet Villa och familjen svävflugor.
Artens utbredningsområde är Iran. Inga underarter finns listade i Catalogue of Life.